# Emma Zorn
Emma Amalia Zorn, född Lamm den 30 april 1860 i Stockholm, död 4 januari 1942 i Mora, Dalarna, var hustru till konstnären Anders Zorn. 
Emma Zorn var dotter till grosshandlare Martin Lamm och dennes hustru Henriette, född Meyerson, samt yngre syster till Herman Lamm. Familjen hade judiskt påbrå. Hon gifte sig den 16 oktober 1885 med konstnären Anders Zorn efter att ha träffat honom fyra år tidigare i samband med att han skulle måla ett porträtt av hennes systerson. Hon bidrog till makens framgångar genom att skapa kontakter och marknadsföra hans konst.
Vid unga år fick Emma Zorn anställning som amanuens vid Etnografiska samlingarna, som då tillhörde Rikshistoriska museet. Hon behärskade tyska och franska, i någon mån även engelska, vilket vid den tiden var ovanligt.
Emma Zorn gjorde stora insatser inom etnologi och konsthistoria samt inom folkbildning, kulturminnesvård och för svensk hemslöjd och hembygdsvård i Dalarna. På hennes initiativ grundades Zornmuseet i Mora, som invigdes 1939. Mora folkhögskola  kom till genom hennes och makens engagemang och ekonomiska stöd. Vidare grundade makarna Zorn 1919 Zornska barnhemmet, där hon satt i styrelsen.
I Statens porträttsamling på Gripsholms slott återfinns hon porträtterad av parets vän, greve Louis Sparre.